# Лала, Иржи
Иржи Лала (чеш. Jiří Lala, родился 21 августа 1959 в Табор) — бывший чехословацкий хоккеист, крайний нападающий. Чемпион мира 1985 года, серебряный призёр Олимпийских игр 1984 года.

## Карьера

#### Клубная
Иржи Лала начал свою карьеру в клубе «Ческе-Будеёвице». С 1976 года играл в чемпионате Чехословакии за основную команду. В 1980 году на два года перешёл в армейскую команду «Дукла Йиглава», в составе которой стал лучшим снайпером чехословацкой лиги 1981 года и чемпионом Чехословакии 1982 года. В 1982 году вернулся в «Ческе-Будеёвице», где провёл следующие 7 сезонов. В 1989 году перебрался в Германию, где играл до 2002 года. Трижды был лучшим снайпером немецкой лиги, дважды становился лучшим бомбардиром. Его последним клубом был «Регенсбург». После окончания карьеры в 2002 году на протяжении четырёх сезонов был менеджером «Регенсбурга». С 2006 года занимается бизнесом, руководит чешским филиалом рекламной компании Andre Media Group.

#### Сборная
C 1980 по 1991 год играл за сборную Чехословакии. Участник ЧМЕ 1981-1983, 1985 и 1986 (48 матчей, 31 гол), ЗОИ 1984 и 1988 (14 матчей, 3 гола), розыгрыша Кубка Канады 1981 и 1984 (11 матчей, 4 гола). Был многократным призёром Олимпийских игр и чемпионатов мира. Самым главным успехом в карьере стала золотая медаль чемпионата мира 1985 года, проходившего в Чехословакии. В 1983 году стал лучшим снайпером чемпионата мира и был признан лучшим нападающим турнира.
6 мая 2010 года принят в Зал славы чешского хоккея.

## Достижения

### Командные
- Чемпион мира 1985
- Серебряный призёр чемпионата мира 1982
- Серебряный призёр чемпионата мира и Европы 1983
- Бронзовый призёр чемпионата мира и Европы 1981
- Серебряный призёр чемпионата Европы 1985
- Бронзовый призёр чемпионата Европы 1982
- Чемпион Чехословакии 1982
- Чемпион Швейцарии 1992
- Серебряный призёр Олимпийских игр 1984
- Серебряный призёр чемпионата Европы среди юниоров 1977 и молодёжного чемпионата мира 1979
- Бронзовый призёр молодёжного чемпионата мира 1977

### Личные
- Лучший нападающий чемпионата мира 1983
- Лучший снайпер чемпионата мира 1983 (9 шайб)
- Лучший снайпер чемпионата Чехословакии 1981 (40 шайб)
- Лучший бомбардир (68 очков) и ассистент (38 передач) чемпионата Чехословакии 1988
- Лучший снайпер чемпионата Германии 1990 (36 шайб), 1991 (47 шайб) и 1993 (32 шайбы)
- Лучший бомбардир чемпионата Германии 1990 (75 очков) и 1991 (106 очков)

## Статистика
- Чемпионат Чехословакии — 502 игры, 578 очков (303+275)
- Сборная Чехословакии — 201 игра, 90 шайб
- Чемпионат Германии — 308 игр, 537 очков (234+303)
- Вторая немецкая лига — 72 игры, 104 очка (39+65)
- Третья немецкая лига — 138 игр, 262 очка (112+150)
- Британская хоккейная лига — 47 игр, 59 очков (35+24)
- Национальная лига A Швейцарии — 1 игра
- Национальная лига Б Швейцарии — 11 игр, 12 очков (4+8)
- Всего за карьеру — 1280 игр, 817 шайб

## Семья
В первый раз женился в начале 80-х годов на чехословацкой гимнастке Иване Вольфовой. 27 января 1983 года у них родился сын Иржи, который стал хоккеистом, играл в нападении. Вторая жена немка Сильвия, у них сын Йозеф (род. 19.03.1997 г.), он также играет в хоккей, по амплуа — вратарь.